# Klink (ciudad)
Klink es un municipio situado a la orilla del lago Müritz —el mayor lago de Alemania— en el distrito de Llanura Lacustre Mecklemburguesa, en el estado federado de Mecklemburgo-Pomerania Occidental (Alemania), a una altura de 65 metros. 

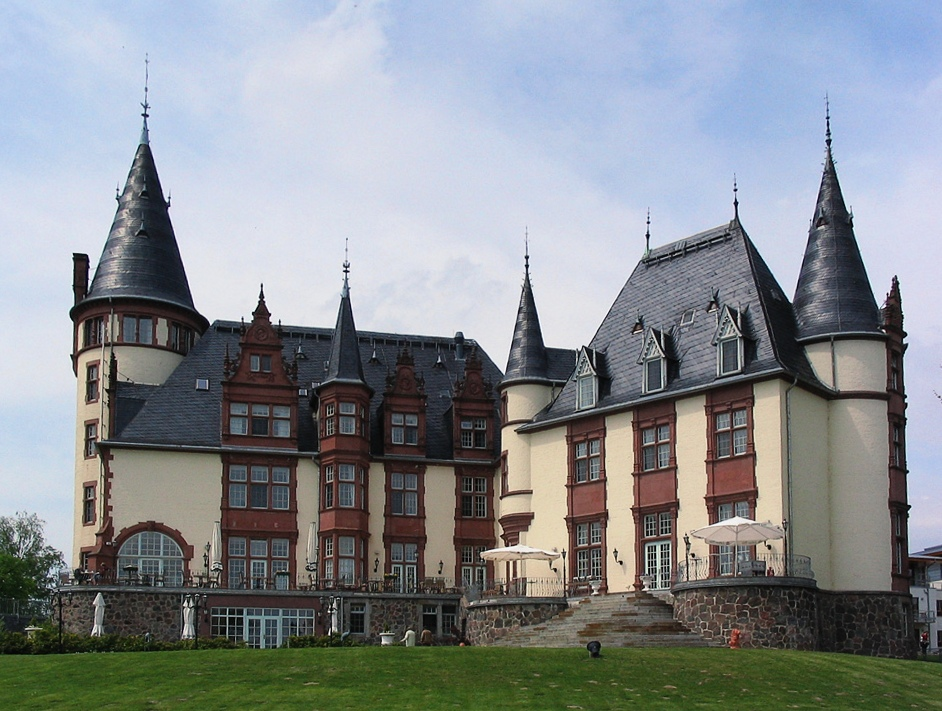
Castillo hotel de Klink

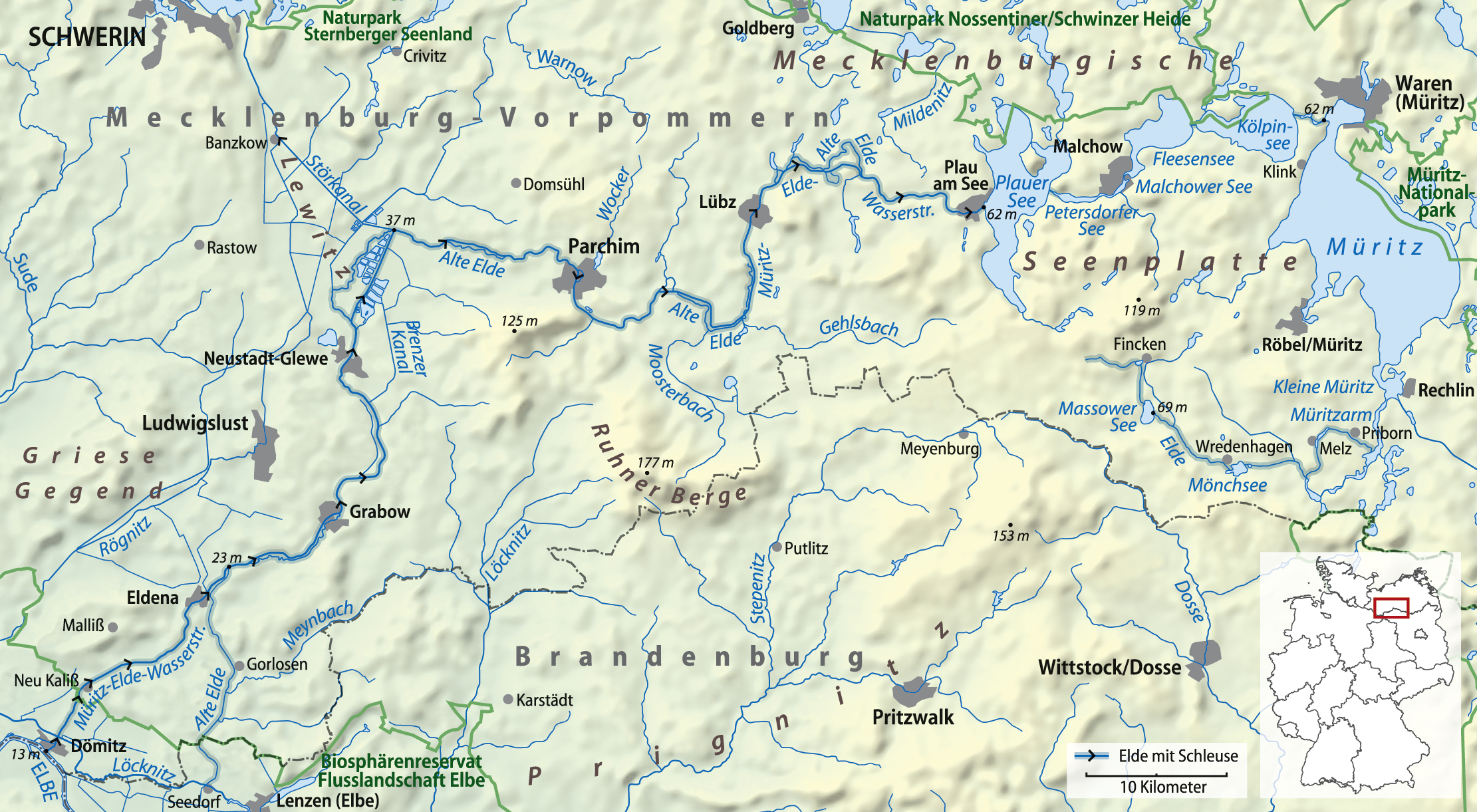
Klink en un mapa del río Elde

Su población a finales de 2016 era de 1109 habs. y su densidad poblacional, 44 hab/km².